# Volley Milano 2020-2021
Questa voce raccoglie le informazioni riguardanti il Volley Milano nelle competizioni ufficiali della stagione 2020-2021.

## Stagione
Nella stagione 2020-21 il Volley Milano assume la denominazione sponsorizzata di Vero Volley Monza.
Partecipa per la decima volta alla Superlega; chiude la regular season di campionato al quarto posto in classifica, qualificandosi per i play-off scudetto: arriva fino alle semifinali, sconfitto dalla Sir Safety Perugia.
È eliminato dalla Coppa Italia nei quarti di finale a seguito della gara persa contro il Modena.

## Organigramma societario
Area direttiva
- Presidente: Alessandra Marzari
- Vicepresidente: Alberto Zucchi
- Segreteria generale: Ilaria Conciato
- Team manager: Cesare Capetti, Francesca Devetag
- Direttore sportivo: Claudio Bonati
- Direttore generale: Ilaria Conciato

Area tecnica
- Allenatore: Fabio Soli (fino al 19 ottobre 2020), Massimo Eccheli (dal 20 ottobre 2020)
- Allenatore in seconda: Luigi Parisi (fino al 19 ottobre 2020), Giuseppe Ambrosio (dal 20 ottobre 2020)
- Assistente allenatore: Marco Bolognini (dal 20 ottobre 2020)
- Scout man: Luca Berarducci

Area comunicazione
- Ufficio stampa: Giò Antonelli
- Area comunicazione: Dario Keller
- Social media manager: Giovanni Paini, Andrea Torelli
- Account: Emanuele Cattaneo

Area marketing
- Ufficio marketing: Gianpaolo Martire, Michele Spera

Area sanitaria
- Medico: Carlo Maria Pozzi
- Fisioterapista: Cesare Zanardi
- Preparatore atletico: Silvio Colnago

## Rosa
| N° | Nome                 | Ruolo | Data di nascita  | Nazionalità sportiva |
| -- | -------------------- | ----- | ---------------- | -------------------- |
| 1  | Adis Lagumdžija      | O     | 29 marzo 1999    | Turchia              |
| 2  | Simone Falgari       | S     | 30 aprile 2001   | Italia               |
| 3  | Tomasz Calligaro     | P     | 29 marzo 1993    | Italia               |
| 4  | Donovan Džavoronok   | S     | 23 luglio 1997   | Rep. Ceca            |
| 5  | Santiago Orduna      | P     | 31 agosto 1983   | Italia               |
| 6  | Filippo Federici     | L     | 26 dicembre 2000 | Italia               |
| 7  | Marko Sedlaček       | S     | 29 luglio 1996   | Croazia              |
| 9  | Davide Brunetti      | L     | 5 luglio 1995    | Italia               |
| 10 | Filippo Lanza        | S     | 3 marzo 1991     | Italia               |
| 11 | Gianluca Galassi     | C     | 24 luglio 1997   | Italia               |
| 12 | Maxwell Holt         | C     | 12 marzo 1987    | Stati Uniti          |
| 13 | Thomas Beretta       | C     | 18 aprile 1990   | Italia               |
| 15 | Daniel Ramírez       | O     | 1º ottobre 1999  | Cuba                 |
| 20 | Mateusz Poręba       | C     | 24 agosto 1999   | Polonia              |
| 21 | Uladzislaŭ Davyskiba | S     | 31 marzo 2001    | Bielorussia          |

## Mercato
| Acquisti | Acquisti             | Acquisti           | Acquisti   |
| R.       | Nome                 | da                 | Modalità   |
| -------- | -------------------- | ------------------ | ---------- |
| L        | Davide Brunetti      | Cisano             | definitivo |
| S        | Uladzislaŭ Davyskiba | Budaŭnik Minsk     | definitivo |
| S        | Simone Falgari       | Diavoli Rosa       | definitivo |
| C        | Maxwell Holt         | Modena             | definitivo |
| O        | Adis Lagumdžija      | Arkas              | definitivo |
| S        | Filippo Lanza        | Sir Safety Perugia | definitivo |
| C        | Mateusz Poręba       | AZS Olsztyn        | prestito   |

| Cessioni | Cessioni         | Cessioni           | Cessioni   |
| R.       | Nome             | a                  | Modalità   |
| -------- | ---------------- | ------------------ | ---------- |
| O        | Paul Buchegger   | -                  | svincolato |
| S        | Riccardo Capelli | Alessano           | definitivo |
| C        | Riccardo Goi     | Prisma Taranto     | definitivo |
| C        | Viktor Josifov   | Czarni Radom       | definitivo |
| O        | Bartosz Kurek    | WolfDogs Nagoya    | definitivo |
| S        | Filippo Lanza    | Chaumont           | definitivo |
| S        | Yacine Louati    | Jastrzębski Węgiel | definitivo |
| S        | Marko Sedlaček   | -                  | svincolato |

## Risultati

### Superlega

#### Girone di andata
| 1ª giornata - 27 settembre 2020 PalaPanini, Modena                       | Modena            | 1 - 3 | Milano             | 20-25, 25-23, 23-25, 22-25        |
| 2ª giornata - 3 ottobre 2020 Palazzetto dello Sport, Monza               | Milano            | 1 - 3 | Powervolley Milano | 22-25, 25-21, 19-25, 20-25        |
| 3ª giornata - 7 ottobre 2020 PalaOlimpia, Verona                         | NBV               | 3 - 1 | Milano             | 25-21, 22-25, 25-16, 25-23        |
| 4ª giornata - 11 ottobre 2020 Palazzetto dello Sport, Monza              | Milano            | 0 - 3 | Lube               | 21-25, 23-25, 20-25               |
| 5ª giornata - 14 ottobre 2020 PalaSanLazzaro, Padova                     | Padova            | 2 - 3 | Milano             | 28-26, 25-15, 12-25, 24-26, 14-16 |
| 6ª giornata - 18 ottobre 2020 Palazzetto dello Sport, Cisterna di Latina | Top Volley Latina | 3 - 1 | Milano             | 25-23, 25-23, 21-25, 25-23        |
| 7ª giornata - 25 ottobre 2020 Palazzetto dello Sport, Monza              | Milano            | 3 - 2 | Trentino           | 25-21, 21-25, 19-25, 25-16, 15-13 |
| 8ª giornata - 1º novembre 2020 PalaMaiata, Vibo Valentia                 | Callipo           | 3 - 1 | Milano             | 25-19, 18-25, 25-22, 25-22        |
| 9ª giornata - 7 gennaio 2020 Palazzetto dello Sport, Monza               | Milano            | 3 - 1 | Porto Robur Costa  | 25-20, 25-16, 22-25, 25-22        |
| 10ª giornata - 14 novembre 2020 PalaBanca, Piacenza                      | You Energy        | 1 - 3 | Milano             | 22-25, 25-16, 26-28, 17-25        |
| 11ª giornata - 22 novembre 2020 Palazzetto dello Sport, Monza            | Milano            | 3 - 0 | Sir Safety Perugia | 25-20, 25-21, 25-22               |

#### Girone di ritorno
| 12ª giornata - 29 novembre 2020 Palazzetto dello Sport, Monza     | Milano             | 3 - 1 | Modena            | 25-14, 21-25, 25-13, 25-22        |
| 13ª giornata - 4 dicembre 2020 Palalido, Milano                   | Powervolley Milano | 2 - 3 | Milano            | 20-25, 24-26, 25-13, 25-22, 11-15 |
| 14ª giornata - 10 febbraio 2020 Palazzetto dello Sport, Monza     | Milano             | 3 - 0 | NBV               | 25-16, 25-23, 25-23               |
| 15ª giornata - 21 dicembre 2020 PalaCivitanova, Civitanova Marche | Lube               | 3 - 1 | Milano            | 25-20, 25-19, 22-25, 25-23        |
| 16ª giornata - 30 dicembre 2020 Palazzetto dello Sport, Monza     | Milano             | 3 - 2 | Padova            | 23-25, 25-23, 21-25, 25-11, 15-13 |
| 17ª giornata - 3 gennaio 2021 Palazzetto dello Sport, Monza       | Milano             | 3 - 1 | Top Volley Latina | 25-22, 23-25, 25-23, 25-22        |
| 18ª giornata - 10 gennaio 2021 PalaTrento, Trento                 | Trentino           | 3 - 2 | Milano            | 25-16, 20-25, 25-17, 20-25, 15-13 |
| 19ª giornata - 19 gennaio 2021 Palazzetto dello Sport, Monza      | Milano             | 3 - 1 | Callipo           | 21-25, 25-21, 25-18, 25-21        |
| 20ª giornata - 24 gennaio 2021 PalaDeAndré, Ravenna               | Porto Robur Costa  | 1 - 3 | Milano            | 25-22, 21-25, 15-25, 15-25        |
| 21ª giornata - 3 febbraio 2021 Palazzetto dello Sport, Monza      | Milano             | 0 - 3 | You Energy        | 20-25, 30-32, 22-25               |
| 22ª giornata - 6 febbraio 2021 PalaEvangelisti, Perugia           | Sir Safety Perugia | 0 - 3 | Milano            | 12-25, 18-25, 20-25               |

#### Play-off scudetto
| Quarti di finale (gara 1) - 9 marzo 2021 Palazzetto dello Sport, Monza  | Milano             | 3 - 1 | Callipo            | 25-20, 25-22, 24-26, 25-22        |
| Quarti di finale (gara 2) - 14 marzo 2021 PalaMaiata, Vibo Valentia     | Callipo            | 3 - 0 | Milano             | 25-18, 33-31, 25-28               |
| Quarti di finale (gara 3) - 20 marzo 2021 Palazzetto dello Sport, Monza | Milano             | 3 - 2 | Callipo            | 25-21, 17-25, 25-22, 22-25, 16-14 |
| Semifinali (gara 1) - 27 marzo 2021 PalaEvangelisti, Perugia            | Sir Safety Perugia | 3 - 2 | Milano             | 21-25, 25-21, 25-19, 23-25, 15-12 |
| Semifinali (gara 2) - 31 marzo 2021 Palazzetto dello Sport, Monza       | Milano             | 1 - 3 | Sir Safety Perugia | 22-25, 25-22, 29-31, 19-25        |
| Semifinali (gara 3) - 4 aprile 2021 PalaEvangelisti, Perugia            | Sir Safety Perugia | 3 - 0 | Milano             | 25-19, 25-21, 25-21               |

### Coppa Italia

#### Fase a gironi
| 1ª giornata - 13 settembre 2020 Palazzetto dello Sport, Monza | Milano             | 3 - 0 | Callipo | 25-18, 25-19, 25-19               |
| 2ª giornata - 20 settembre 2020 PalaOlimpia, Verona           | NBV                | 2 - 3 | Milano  | 16-25, 15-25, 25-22, 28-26, 8-15  |
| 3ª giornata - 23 settembre 2020 Centro Pavesi, Milano         | Powervolley Milano | 2 - 3 | Milano  | 13-25, 28-26, 25-20, 21-25, 16-18 |

#### Fase a eliminazione diretta
| Quarti di finale - 27 gennaio 2021 PalaPanini, Modena | Modena | 3 - 0 | Milano | 28-26, 25-17, 26-24 |

## Statistiche

### Statistiche di squadra
| Competizione | Punti | In casa | In casa | In casa | In trasferta | In trasferta | In trasferta | Totale | Totale | Totale |
| Competizione | Punti | G       | V       | P       | G            | V            | P            | G      | V      | P      |
| ------------ | ----- | ------- | ------- | ------- | ------------ | ------------ | ------------ | ------ | ------ | ------ |
| Superlega    | 39    | 14      | 10      | 4       | 14           | 6            | 8            | 28     | 16     | 12     |
| Coppa Italia | 7     | 1       | 1       | 0       | 3            | 2            | 1            | 4      | 3      | 1      |
| Totale       | -     | 15      | 11      | 4       | 17           | 8            | 9            | 32     | 19     | 13     |

G = partite giocate; V = partite vinte; P = partite perse

### Statistiche dei giocatori
| Giocatore     | Superlega | Superlega | Superlega | Superlega | Superlega | Coppa Italia | Coppa Italia | Coppa Italia | Coppa Italia | Coppa Italia | Totale | Totale | Totale | Totale | Totale |
| Giocatore     | P         | PT        | AV        | MV        | BV        | P            | PT           | AV           | MV           | BV           | P      | PT     | AV     | MV     | BV     |
| ------------- | --------- | --------- | --------- | --------- | --------- | ------------ | ------------ | ------------ | ------------ | ------------ | ------ | ------ | ------ | ------ | ------ |
| T. Beretta    | 27        | 137       | 79        | 46        | 12        | 4            | 12           | 5            | 6            | 1            | 31     | 149    | 84     | 52     | 13     |
| D. Brunetti   | 7         | 0         | 0         | 0         | 0         | 3            | 0            | 0            | 0            | 0            | 10     | 0      | 0      | 0      | 0      |
| T. Calligaro  | 14        | 2         | 0         | 1         | 1         | 3            | 2            | 1            | 0            | 1            | 17     | 4      | 1      | 1      | 2      |
| U. Davyskiba  | 19        | 74        | 61        | 6         | 7         | 2            | 6            | 3            | 1            | 2            | 21     | 80     | 64     | 7      | 9      |
| D. Džavoronok | 28        | 400       | 313       | 40        | 48        | 4            | 59           | 46           | 6            | 7            | 32     | 459    | 359    | 46     | 55     |
| S. Falgari    | 1         | 0         | 0         | 0         | 0         | 1            | 2            | 1            | 0            | 1            | 2      | 2      | 1      | 0      | 1      |
| F. Federici   | 24        | 0         | 0         | 0         | 0         | 4            | 0            | 0            | 0            | 0            | 28     | 0      | 0      | 0      | 0      |
| G. Galassi    | 28        | 197       | 130       | 52        | 15        | 4            | 27           | 16           | 7            | 4            | 32     | 224    | 146    | 59     | 19     |
| M. Holt       | 23        | 137       | 97        | 25        | 15        | 3            | 29           | 16           | 11           | 2            | 26     | 166    | 113    | 36     | 17     |
| A. Lagumdžija | 25        | 465       | 388       | 46        | 31        | 4            | 65           | 55           | 5            | 5            | 29     | 530    | 443    | 51     | 36     |
| F. Lanza      | 25        | 297       | 249       | 26        | 22        | 1            | 12           | 12           | 0            | 0            | 26     | 309    | 261    | 26     | 22     |
| S. Orduna     | 28        | 40        | 12        | 16        | 13        | 4            | 6            | 2            | 4            | 0            | 32     | 46     | 14     | 20     | 13     |
| M. Poręba     | 1         | 0         | 0         | 0         | 0         | -            | -            | -            | -            | -            | 1      | 0      | 0      | 0      | 0      |
| D. Ramírez    | 9         | 4         | 1         | 2         | 1         | 1            | 13           | 11           | 2            | 0            | 10     | 17     | 12     | 4      | 1      |
| M. Sedlaček   | 10        | 74        | 59        | 10        | 5         | 3            | 53           | 47           | 5            | 1            | 13     | 127    | 106    | 15     | 6      |

P = presenze; PT = punti totali; AV = attacchi vincenti; MV = muri vincenti; BV = battute vincenti